# Karen Traviss
Karen Traviss (Portsmouth, ...) è una giornalista, autrice di fantascienza e glottoteta britannica, proveniente da Wiltshire, Inghilterra.
Nata nella zona di Portsmouth, Traviss ha lavorato come giornalista prima di volgere la sua attenzione verso il romanzo. Aveva anche lavorato nella Territorial Army e nella Royal Naval Auxiliary Service. Traviss ha studiato alla Clarion Science Fiction e Fantasy workshop. Il suo primo romanzo pubblicato, City of Pearl (2004), ha introdotto i lettori a una serie futuristica riguardante lo scontro di civiltà aliene. Seguiti di City of Pearl includono Crossing the Line (2004), The World Before (2005), Matriarch (2006), Ally (2007) e Judge (2008).
Oltre ad aver creato il proprio universo fittizio, Traviss ha scritto due romanzi ambientati nell'universo di Guerre stellari, Star Wars Republic Commando: Hard Contact (2004) e Star Wars Republic Commando: Triple Zero (2006).  Sono previsti altri due libri verso la seconda metà del 2007. Le case Lucasfilm e Del Rey le hanno commissionato la scrittura di tre delle nove storie della serie Legacy of the Force (assieme agli autori Aaron Allston e Troy Denning):  Legacy of the Force 2: Bloodlines (2006), Legacy of the Force 5: Sacrifice (2007) e Legacy of the Force 8, attualmente senza titolo (2008).
Il suo lavoro all'interno dell'universo di Guerre stellari si centra spesso sui Mandaloriani e la loro cultura. I suoi romanzi Republic Commando hanno esplorato temi riguardanti i Clone trooper, la loro eredità Mandaloriana, e le loro interazioni con gli Jedi. A conferma della sua passione per questi personaggi, Traviss sta sviluppando dal 2005 una lingua artificiale per i Mandaloriani, il Mando'a.
Traviss ha anche scritto quattro romanzi di Gears of War; il primo intitolato Aspho Fields che funge da prequel al primo videogioco, il secondo I resti di Jacinto che narra le vicende dopo la distruzione di Jacinto, raccontata nella storia del secondo videogioco. Il terzo e il quarto, intitolati: Anvil Gate nel quale Vectes. l'isola in cui i sopravvissuti si rifugiano, viene attaccata dai Lambent e Coalition's End che vede la fine della Coalizione dei Governi Organizzati.

## Opere

### Romanzi della serie Wess'Har
- City of Pearl (2004) Libro 1 della serie Wess'Har
- Crossing the Line (2004) Libro 2 della serie Wess'Har
- The World Before (2005) Libro 3 della serie Wess'Har
- Matriarch (2006) Libro 4 della serie Wess'Har
- Ally (2007) Libro 5 della serie Wess'Har
- Judge (25 marzo 2008) Libro 6 della serie Wess'Har

### Romanzi ambientati nell'universo di Guerre stellari
- Star Wars Republic Commando: Hard Contact (2004) Libro 1 della serie Republic Commando
- Star Wars Republic Commando: Triple Zero (2006) Libro 2 della serie Republic Commando
- Star Wars Republic Commando: True Colors (30 ottobre 2007) Libro 3 della serie Republic Commando
- Star Wars Republic Commando: Order 66 (luglio 2008) Libro 4 della serie Republic Commando
- Star Wars The Clone Wars (luglio 2008)
- Bloodlines (2006) Libro 2 della serie Legacy of the Force
- Sacrifice (2007) Libro 5 della serie Legacy of the Force
- Revelation Libro 8 della serie Legacy of the Force

### Romanzi sulla serie Halo
- Halo: Glasslands (2012) Libro 1 della nuova serie romanzata Halo e primo volume della trilogia Kilo-5
- Halo: The Thursday Wars (2013) Libro 2 della nuova serie romanzata Halo e secondo volume della trilogia Kilo-5
- Halo: Mortal Dictata (2014) Libro 3 della nuova serie romanzata Halo e ultimo volume della trilogia Kilo-5

### Romanzi dell'universo Gears of War
- Aspho Fields (Ottobre 2008) Libro 1 della serie Gears of War.
- I resti di Jacinto (in originale Jacinto's Remnant) (Luglio 2009) Libro 2 della serie Gears of War.
- Anvil Gate (Settembre 2010) Libro 3 della serie Gears of War
- Fine di una Coalizione (in originale Coalition's End) (Settembre 2011) Libro 4 della serie Gears of War
- Prigioniero  (in originale "The Slab") (Luglio 2012) Libro 5 ed ultimo, si tratta di un prequel di Gears of War

### Racconti
- Strings, in Realms of Fantasy (luglio 2002)
- A Slice at a Time, in Asimov's Science Fiction (luglio 2002)
- Suitable for the Orient, in Asimov's Science Fiction (febbraio 2003)
- Return Stores, in Realms of Fantasy (febbraio 2003)
- The Man Who Did Nothing, in Realms of Fantasy (giugno 2003)
- Does He Take Blood?, in Realms of Fantasy (agosto 2003)

### Racconti ambientati nell'universo di Guerre stellari
- Omega Squad: Targets, in Star Wars Insider 81
- In His Image, in Vader: The Ultimate Guide
- A Two-Edged Sword, seguito di In His Image, in Star Wars Insider 85
- Odds in Star Wars Insider 87
- A Practical Man, romanzo breve pubblicato sotto forma di e-book (2006)

### Saggi
- I Gotta Get Me One of Those, nell'antologia di saggi Navigating the Golden Compass: Religion, Science & Daemonology in Philip Pullman's His Dark Materials (Serie Smart Pop, BenBella Books, agosto 2005)